# Historique du parcours européen du Royal Charleroi Sporting Club
 (janvier 2018).
Si vous disposez d'ouvrages ou d'articles de référence ou si vous connaissez des sites web de qualité traitant du thème abordé ici, merci de compléter l'article en donnant les références utiles à sa vérifiabilité et en les liant à la section « Notes et références ».
Cet article présente les différentes campagnes européennes réalisées par le Sporting Charleroi depuis 1969.

## 1969-1970
Coupe des villes de foires
| Tour     | Club          | Aller | Total | Retour | Club      |
| -------- | ------------- | ----- | ----- | ------ | --------- |
| 1er tour | RSC Charleroi | 2-1   | 5-2   | 3-1    | NK Zagreb |
| 2e tour  | RSC Charleroi | 3-1   | 3-3E  | 0-2    | FC Rouen  |

## 1994-1995
Coupe UEFA
|   | Tour           | Club              | Aller | Total | Retour | Club          |   |
| - | -------------- | ----------------- | ----- | ----- | ------ | ------------- | - |
| 1 | 1/32 de finale | FC Rapid Bucarest | 2-0   | 3-2   | 1-2    | RSC Charleroi | 2 |

## 1995
Coupe Intertoto
Groupe 10
|   | Tour            | Club             | Domicile | Extérieur | Club          | Classement |
| 3 | Phase de poules | Beitar Jerusalem | NC       | 1–0       | RSC Charleroi | 3e         |
| 4 | Phase de poules | RSC Charleroi    | 0–2      | NC        | Bursaspor     | 3e         |
| 5 | Phase de poules | FC Košice        | NC       | 2–3       | RSC Charleroi | 3e         |
| 6 | Phase de poules | RSC Charleroi    | 3–0      | NC        | Wimbledon     | 3e         |

## 1996
Coupe Intertoto
Groupe 4
|    | Tour            | Club          | Domicile | Extérieur | Club           | Classement |
| 7  | Phase de poules | RSC Charleroi | 2–4      | NC        | Silkeborg IF   | 3e         |
| 8  | Phase de poules | Conwy United  | NC       | 0–0       | RSC Charleroi  | 3e         |
| 9  | Phase de poules | RSC Charleroi | 0–0      | NC        | Zagłębie Lubin | 3e         |
| 10 | Phase de poules | SV Ried       | NC       | 1-3       | RSC Charleroi  | 3e         |

## 2005
Coupe Intertoto
|    | Tour    | Club           | Aller | Total | Retour | Club          |    |
| 11 | 2e tour | Tampere United | 1–0   | 1-0   | 0–0    | RSC Charleroi | 12 |

## 2015-2016
Ligue Europa :
|    | Tour                     | Club          | Aller | Total | Retour | Club              |    |
| -- | ------------------------ | ------------- | ----- | ----- | ------ | ----------------- | -- |
| 13 | 2e tour de qualification | RSC Charleroi | 5-1   | 9-2   | 4-1    | Beitar Jérusalem  | 14 |
| 15 | 3e tour de qualification | RSC Charleroi | 0-2   | 0-5   | 0-3    | FC Zorya Louhansk | 16 |

## 2020-2021
Ligue Europa :
|    | Tour                     | Club          | Match unique | Club              |
| -- | ------------------------ | ------------- | ------------ | ----------------- |
| 17 | 3e tour de qualification | RSC Charleroi | 2 - 1 ap     | Partizan Belgrade |
| 18 | Barrages                 | RSC Charleroi | 1 - 2        | Lech Poznań       |

Qualifié pour le tour suivant en gras.

## 2025-2026
Ligue Conférence :
|    | Tour                     | Club        | Aller | Total | Retour | Club          |    |
| -- | ------------------------ | ----------- | ----- | ----- | ------ | ------------- | -- |
| 19 | 2e tour de qualification | Hammarby IF | 0-0   | 2-1   | 2-1 ap | RSC Charleroi | 20 |

Qualifié pour le tour suivant en gras.

## Bilan
Mise à jour après le match Sporting Charleroi - Hammarby IF  (le 31/07/2025).
- 20 matches en Coupe d'Europe (C1, C2, C3, C4, Intertoto).

| Compétition                | Matchs | Victoires | Nuls | Défaites | Buts pour | Buts contre |
| -------------------------- | ------ | --------- | ---- | -------- | --------- | ----------- |
| Coupe UEFA                 | 2      | 1         | 0    | 1        | 2         | 3           |
| Ligue Europa               | 6      | 3         | 0    | 3        | 12        | 10          |
| Coupe Intertoto            | 10     | 3         | 3    | 4        | 11        | 11          |
| Ligue Conférence           | 2      | 0         | 1    | 1        | 1         | 2           |
| TOTAL                      | 20     | 7         | 4    | 9        | 26        | 26          |
| Coupe des villes de foires | 4      | 3         | 0    | 1        | 8         | 5           |
| TOTAL 2*                   | 24     | 10        | 4    | 10       | 34        | 31          |

* Total 2 en incluant la Coupe des villes de foires.